# Culture de Pfyn
Subdivisions
Pfyn ancien, Pfyn moyen et Pfyn tardif
Objets typiques
Artefacts en cuivre, hache plate, poignard à rivets, céramiques à fond plat et éléments décoratifs en crépi, maisons longues en torchis.
La culture de Pfyn est une culture archéologique de l'époque néolithique, qui s'est développée entre 3 900 et 3 500 ans av. J.-C. en Suisse et dans le sud de l'Allemagne. Les peuples de Pfyn sont arrivés dans cette zone géographique par le nord-est.
Cette culture tire son nom de la commune suisse de Pfyn, située dans le canton de Thurgovie, près du lac de Constance, où un important gisement archéologique, au hameau de Berteiloo, a été excavé en 1944 par Charles Keller-Tarnuzzer.

## Historique

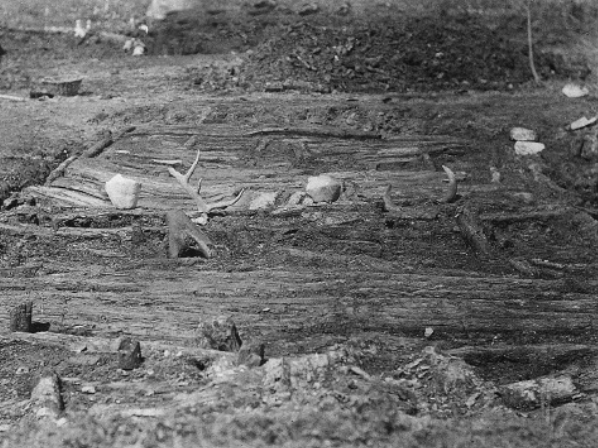
Fouilles du site de Niederwil-Egelsee, en 1871.

Les premières recherches en rapport avec la culture de Pfyn sont effectuées dans la seconde moitié du XIXe siècle. En 1862 et 1871, l'archéologue suisse Jakob Messikommer (en) et l'historien Johann Adam Pupikofer (en) entreprennent des recherches sur le site de Niederwil–Egelsee, un site néolithique localisé à quelques kilomètres du centre-bourg de Gachnang, canton de Thurgovie.
Les premières fouilles exécutées à Pfyn-Breitenloo, localisé à 1,5 km du centre-bourg de la commune suisse de Pfyn, située dans le canton de Thurgovie, près du lac de Constance, ont lieu dans les années 1890.
En 1940 et 1941, une campagne d'excavation est menée sur le site de Pfyn-Breitenloo par Charles Keller-Tarnuzzer. Du 8 septembre au 26 décembre 1944, Keller-Tarnuzzer reprend les fouilles au hameau de Berteiloo. Un important gisement d'artefacts daté du Néolithique y est mis en évidence le 8 décembre avec l'appui d'une trentaine de soldats polonais,. Le mobilier archéologique comprend 416 silex, 69 éclats résultant de la confection de haches, 67 pièces lithiques, 16 pièces osseuses — certaines fabriquées à partir de dents, d'autres à partir de bois de cervidé —, 26 artefacts faits en bois, 10 morceaux de textiles et environ 15 000 fragments de céramiques,. Cette campagne de fouilles permet d'exhumer plusieurs maisons se trouvant en bon état de conservation et de mettre en évidence une voirie. Le site archéologique, dont la surface excavée est alors d'environ 1 000 m2, est daté de 3 704 av. J.-C. C'est sur la base de l'inventaire des pièces retrouvées sur le site allemand que la culture de Pfyn est introduite puis définie en 1959 et 1960.
En 1962 et 1963, des fouilles sont exécutées sur le site Niederwil-Egelsee par l'institut de biologie et d'archéologie de l'université de Groningue. Le chantier se déploie sur près de 2 000 m2 et permet de mettre au jour environ 30 % de l'ancien établissement néolithique. Entre 25 et 33 maisons longues sont mises en évidence. Ces habitats, orientés selon un axe est/ouest, se déploient sur une longueur variant entre 7 et 11 m pour une largeur d'environ 4,5 m. Les maisons sont composées à 50 % de frêne et à 18 % de chêne. L'expertise dendrochronologique — comprenant un total de 249 analyses — permet de les dater sur quatre époques différentes : de 3 700 à 3 691 av. J.-C. ; de 3 673 à 3 659 av. J.-C. ; de 3 655 à 3 650 av. J.-C. ; et de 3 643 à 3 632 av. J.-C..
Au début des années 2000, une autre campagne de fouilles est exécutée dans la commune de Pfyn par une équipe d'archéologues du canton de Thurgovie. Les fouilleurs entreprennent alors une excavation recouvrant une superficie de 100 m2 et opèrent 114 sondages. Le matériel archéologique est recueilli à une profondeur de 20 cm. Un total de 154 échantillons de bois provenant de 17 habitations sont collectés. Une étude dendrochronologique permet de dater les résidus de bois pour une période comprise entre 3 708 et 3 703 (±1) av. J.-C. Les travaux menés depuis les années 1940 sur le site de Pfyn-Breitenloo ont permis d'explorer une surface de 1 600 m2 et de mettre en évidence les vestiges de 30 maisons, chacune mesurant environ 8 × 4 m.

## Chronologie
La culture de Pfyn est une culture du Néolithique moyen et de l'âge du cuivre,. Elle est contemporaine de la culture des vases à entonnoir, diffusée plus au nord, de la culture de Lagozza, plus au sud, en Italie, et de la culture de Michelsberg, attestée plus à l'ouest, en Allemagne et dans l'est de la France.
En Suisse du nord-est, cette culture néolithique est précédée et contemporaine de la culture de Cortaillod,. Elle est à l'origine de la culture de Horgen, qui lui succède entre 2 700 et 2 200 ans av. J.-C. en Suisse orientale. En termes stratigraphiques, Pfyn est recouverte par les couches contenant du matériel issu des cultures de la céramique cordée et de Horgen.
La culture de Pfyn est subdivisée en trois phases : le « Pfyn ancien », période comprise entre 3 900 et 3 800 ans av. J.-C. ; le « Pfyn moyen », période comprise entre 3 800 et 3 600 ans av. J.-C. ; et le « Pfyn tardif », période comprise entre 3 600 et 3 500 ans av. J.-C.,
Une phase, dite « proto-Pfyn », datée avant 3 850 av. J.-C., peut être également considérée. Cette phase a été mise en évidence dans l'étage I du site d'Hornstaad-Hörnle, localisé dans la commune de Gaienhofen,.

## Caractéristiques

### Faciès archéologique

#### Céramiques

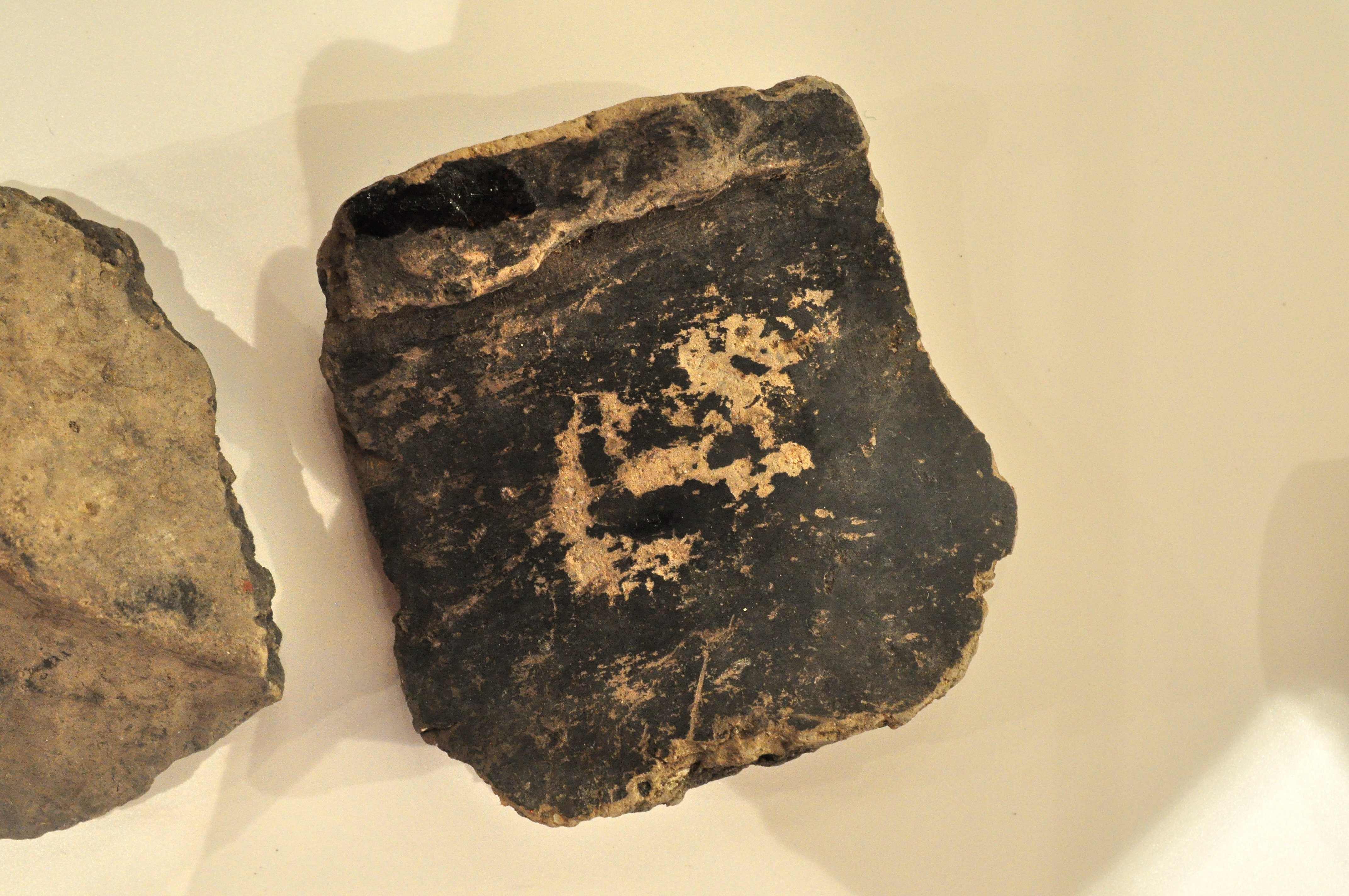
Tessons de céramiques de type Pfyn.

Les céramiques de type Pfyn sont des pièces de vaissellerie munies d'un fond plat et dont la surface est ornée d'éléments décoratifs communs à des poteries issues d'autres cultures néolithiques, telles que celle de Rössen, ou encore celle de Michelsberg,. Toutefois, les céramiques de Pfyn ne présentent pas, comme les poteries de Michelsberg, des décors tulipiformes,. Les artefacts céramologiques de Pfyn disposent d'ornements « en crépi », comme ceux retrouvés sur les sites de Berteiloo et de Sipplingen-Osthafen — site dont la première phase d'occupation est dendrochronologiquement datée entre 3 912 et 2 417 ans av. J.-C. pour sa première période d'occupation et qui est établi dans la commune de Sipplingen, en région Bodensee-Oberschwaben,. En outre, ces céramiques ont généralement des pâtes de couleur gris-brun et, plus rarement, de couleur orange et à cuisson oxydante,.
Le style des poteries de Pfyn présentent une « influence danubienne ». Ce style, également désigné sous les termes de « Michelsberg suisse », dans les années 1970, est, avec celui de Cortaillod, l'un des deux groupes stylistiques prédominants au sein du Plateau suisse durant le Néolithique récent. Le corpus céramologique typique de Pfyn, associé aux établissements datés des XXXVIIIe, XXXVIIe et XXXVIe siècles av. J.-C., se compose de pots au rebords munis de boutons sphériques et de vases « gynécomorphes »,.

#### Productions métallurgiques
Dans le domaine de la métallurgie, le faciès archéologique de Pfyn est caractérisé par des haches plates dites de « type Botthighofen ». La typologie de ces haches a été introduite en 1994 par C. Strahm.
Le faciès de la culture de Pfyn est également caractérisé par la production d'artefacts (pendantifs, perles, haches, vaissellerie) faits en cuivre ainsi que de dagues fabriquées à partir d'un alliage de cuivre et d'arsenic,. Ces pièces, dont le type et le mode fabrication sont très proches d'autres poignards mis en évidence dans le sud-ouest de l'Allemagne, sont munies de rivets,,.

#### Productions lithique et osseuse
Le faciès de Pfyn est également caractérisé par des outils en silex de Bavière et, plus rarement, de gobelets fabriqués en bois de cerf.

### Habitat

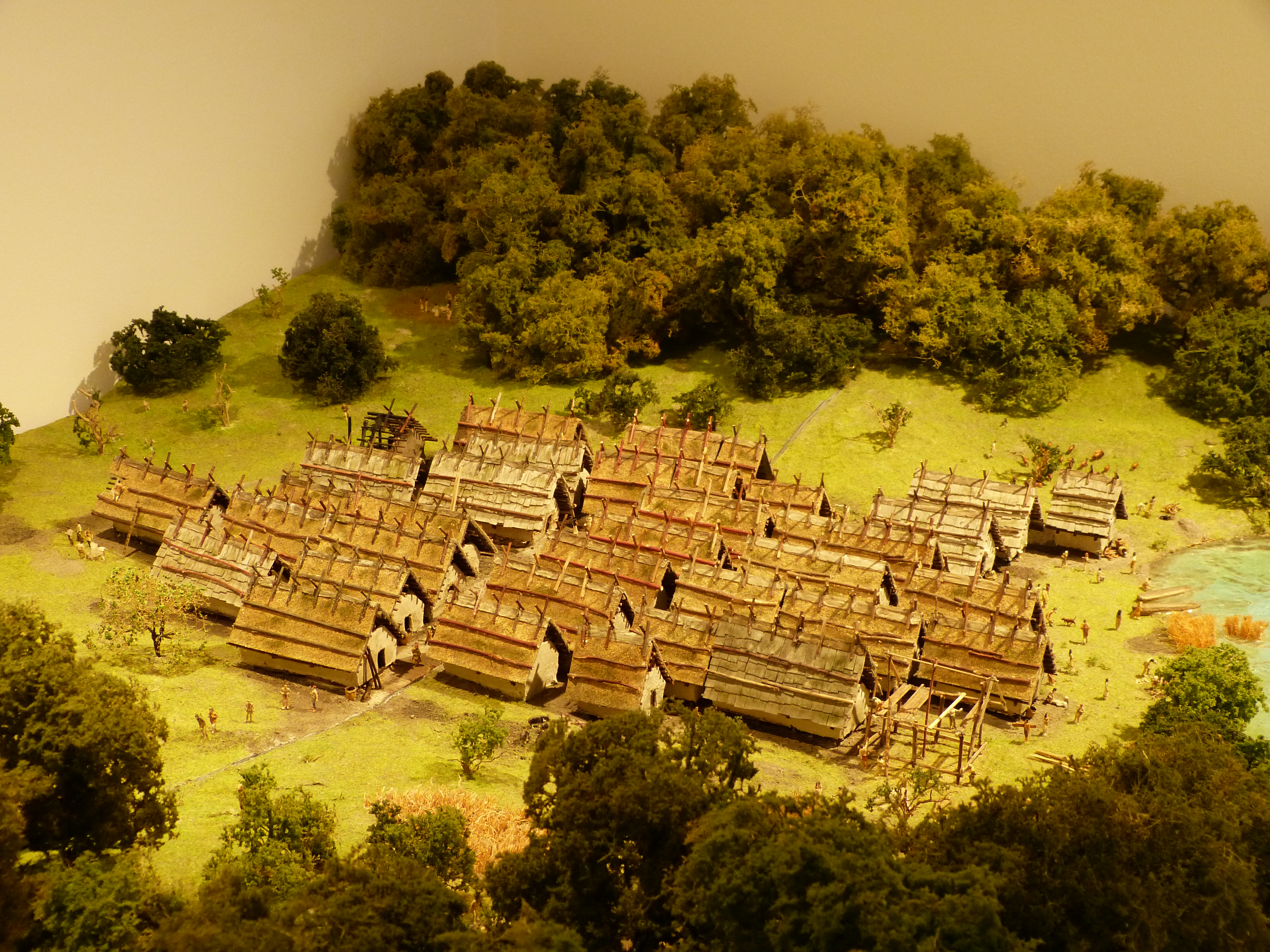
Reconstitution des maisons longues de Pfynn-Breitenloo.

Les membres du peuple de Pfyn vivaient dans des maisons longues avec porche et patio en torchis,.

## Aire de diffusion
La culture de Pfyn est attestée au sein de localités se trouvant sur les rives nord-ouest du lac de Constance. La culture de Pfyn s'est diffusée dans le canton de Berne, sur le site de Weier, hameau faisant partie de la localité d'Affoltern im Emmental. Elle est également attestée dans la canton de Lucerne, ainsi que dans le sud l'Allemagne, dans les Lander du Bade-Wurtemberg et de Bavière,,,.
Des traces de la culture de Pfyn ont été mises en évidence au sein du canton de Zurich. Dans cette région, elle est coexistente, voire concurrente, de la culture de Cortaillod. Sur les rives du lac de Zurich, la population porteuse de la culture de Pfyn a été estimée entre 30 et 50 personnes.
Relativement marquée dans le Haut-Rhin, sa zone d'influence et de diffusion s'étend jusque dans le Bas-Rhin, comme c'est le cas à Geispolsheim, site utilisé au cours du Néolithique récent. Des traces, sous forme de pièces de céramiques, de la culture de Pfyn ont été mises en évidence à Obernai, à Gougenheim, ainsi qu'à Rosheim, communes également localisées dans le Bas-Rhin.
Particulièrement concentrée dans la zone comprise entre le lac de Constance et le lac de Zurich, l'aire de diffusion de Pfyn est délimitée au nord par la culture de Michelsberg.

## Pour approfondir